# Ernst Bloch

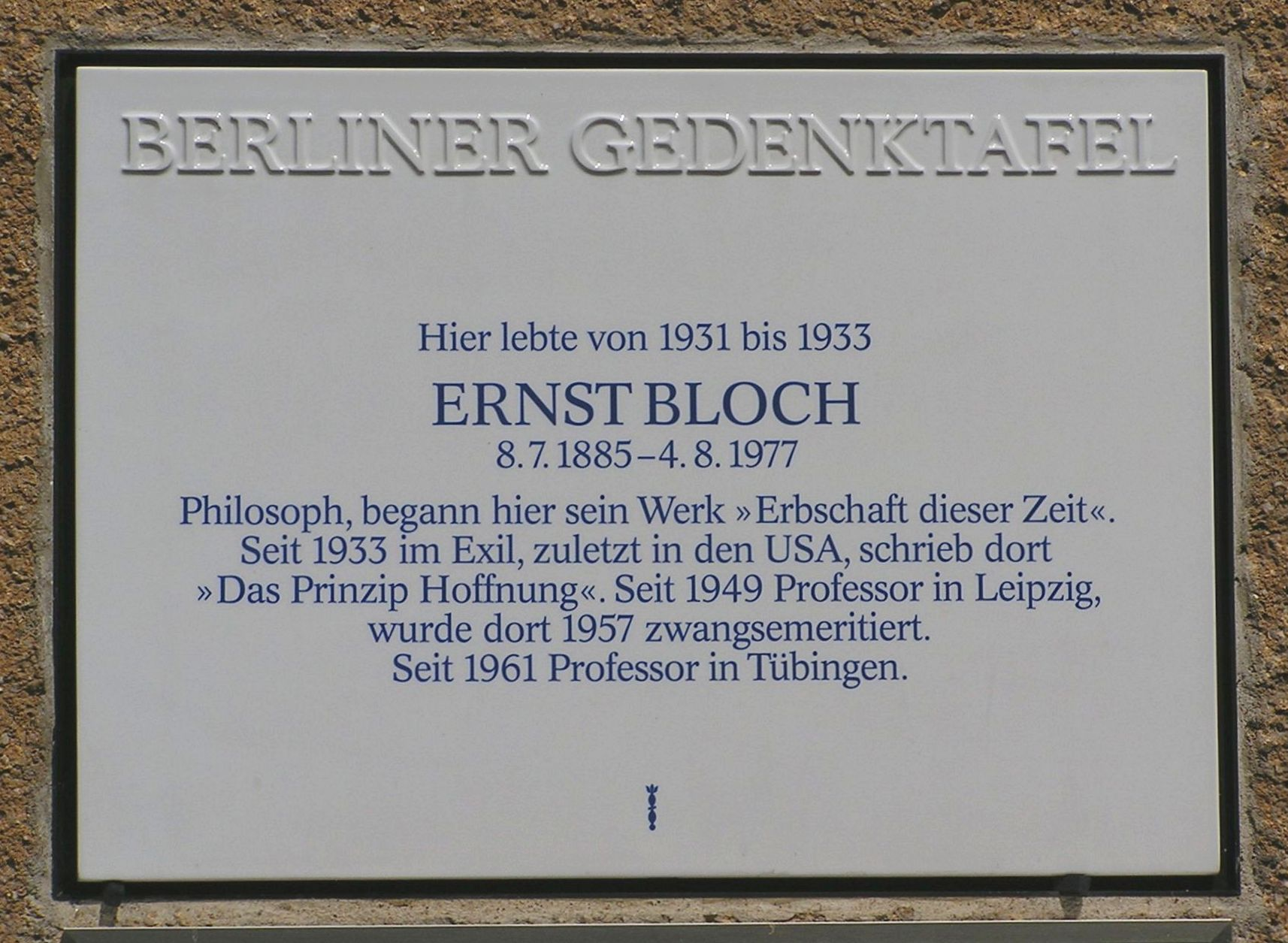
Placa commemorativa a Berlín.

Ernst Bloch (8 de juliol de 1885 a Ludwigshafen am Rhein, Renània-Palatinat - 4 d'agost de 1977 a Tubinga) va ser un filòsof alemany marxista.

## Biografia
Ernst Bloch provenia d'una família burgesa d'origen jueu del Palatinat. Estudià batxillerat el 1905,i s'especialitzà en filosofia, física i música a Würzburg Múnic. El 1908 va fer una tesi sobre Disquisicions crítiques sobre Rickert i el problema de l'epistemologia moderna. El 1913 es va casar amb l'escultora Else von Stritzky (que va morir el 1921). Va conèixer Heidelberg i Max Weber, i refermà l'amistat amb Lukács. A causa, segons Bloch, de les guerres de conquesta alemanyes, s'exilià amb la seva esposa a Suïssa de 1917 a 1919.
Els anys 1920 va viure a Berlín i va treballar de periodista. Pogué contactar amb Bertolt Brecht, Kurt Weill i Theodor W. Adorno, entre d'altres. Pensant en Rosa Luxemburg escriu la seva obra sobre Thomas Müntzer i la Revolta dels camperols de 1525 Thomas Münzer, teòleg de la revolució (1921).
El 1922 es va casar amb la pintora Linda Oppenheimer. D'aquest matrimoni va néixer la seva filla Mirijam el 1928, any que es divorciaren. El 1926, a Berlín, es troba sovint amb Adorno i Benjamin. El 1933 emigrà de nou a Suïssa, i els nazis van cremar llibres seus juntament amb volums de Kafka, Thomas Mann, i altres escriptors considerats pervertits.
Es trasllada a Viena on es casà amb Karola Bloch (de soltera, Piotrkowska), arquitecta polonesa, amb qui romandrà fins a morir. El 1935 publica Herència d'aquesta època. De 1936 a 1938 va viure a Praga, on fou col·laborador de Die Weltbühne. El 1937 neix el seu fill Jan Robert. El 1938 comencen els processos de Moscou que provocaran milers d'execucions i deportacions a Sibèria. Els seus articles recalquen que el que es diu dels processos de Moscou és propaganda antirevolucionària.
Poc abans de l'entrada dels nazis a Praga fugí als Estats Units. En l'exili estatunidenc redacta algunes de les seves obres, com El principi Esperança i Subjecte-objecte. El 1948 li ofereixen la càtedra de filosofia a Leipzig i l'acceptà l'any següent. El 1952 publica Avicenna i l'esquerra aristotèlica. El 1955 li atorgaren el Premi Nacional de la República Democràtica Alemanya. A més, es convertí en membre de l'Acadèmia Alemanya de Ciències.
No obstant això, durant la Revolució d'Hongria el 1956, s'enfronta amb el govern pro-soviètic del Partit de la Unitat Socialista d'Alemanya. En revelar Bloch les seves idees llibertàries, és obligat a jubilar-se el 1957. És reduït al silenci i els seus col·laboradors són condemnats a penes de presó.
El 1961, després de la construcció del Mur de Berlín, ja no tornà a la RDA després d'un viatge a Occident. Bloch es va convertir en professor visitant de la Universitat Eberhard Karls de Tubingen. El 1967 fou guardonat amb el Premi a la Pau dels Llibreters Alemanys. El 1972 es converteix en ciutadà honorari de Ludwigshafen, la seva ciutat natal. Fou doctorat honoris causa de la universitat de Zagreb, de la Sorbona i de la seva Universitat de Tubinga. Els fets de Praga del 1968 li confirmen el que ja feia deu anys que havia descobert sobre la naturalesa de la realització socialista a la Unió Soviètica. Acollí amb crítiques benvolents els diferents moviments estudiantils arreu del món de finals dels anys 1960, del que n'és considerat un dels precursors intel·lectuals. Amb un dels dirigents més prominents del moviment, Rudi Dutschke, va mantenir posteriorment una relació d'amistat paternal. El 4 d'agost de 1977 morí d'una aturada cardíaca.

## Filosofia
Ernst Bloch és el filòsof de les utopies concretes, de les esperances. Al centre del seu pensament s'alça l'home que es concep a si mateix. La consciència de l'home no solament és el producte del seu ésser, sinó que, més encara, està dotada d'un "excedent". Aquest "excedent" troba la seva expressió en les utopies socials, econòmiques i religioses, en l'art gràfic, en la música. Com a marxista, Bloch veu en el socialisme i el comunisme els instruments per a traslladar aquest "excedent" als fets. Podríem dir que amb pensadors com György Lukács, Karl Korsch i Antonio Gramsci, manté viu el marxisme com una ideologia alliberadora i crítica, distant de les reduccions escolàstiques imposades des del poder soviètic.

## Obres
- Geist der Utopie (1918) (trans.: L'esperit d'Utopia, Stanford, 2000)
- Thomas Müntzer als Theologe der Revolution (1921)
- Spuren (1930)
- Erbschaft dieser Zeit (1935)
- Freiheit und Ordnung (1947)
- Subjekt - Objekt (1949)
- Christian Thomasius (1949)
- Avicenna und die aristotelische Linke (1949)
- Das Prinzip Hoffnung (3 vols.: 1954–1959) (trans.: El principi de l'esperança, MIT Press, 1986)
- Naturrecht und menschliche Würde (1961) (trans.: Llei Natural i dignitat humana, MIT Press 1986)
- Tübinger Einleitung in die Philosophie (1963)
- Religion im Erbe (1959-66) (trans.: L'home de la seva propietat, Herder and Herder, 1970)
- Atheismus im Christentum (1968) (trans.: Ateisme en el cristianisme, 1972)
- Politische Messungen, Pestzeit, Vormärz (1970)
- Das Materialismusproblem, seine Geschichte und Substanz (1972)
- Experimentum Mundi. Frage, Kategorien des Herausbringens, Praxis (1975)

## Traduccions al català
- La filosofia del Renaixement Edicions 62: Barcelona, 1982.
- L'arc utopia-matèria i altres escrits Editorial Laia: Barcelona, 1985.

## Premis i reconeixements
- Va guanyar el Premi de la Pau del Comerç Llibreter Alemany.